# Cethosia antianeira
Cethosia antianeira är en fjärilsart som beskrevs av Hans Fruhstorfer 1913. Cethosia antianeira ingår i släktet Cethosia och familjen praktfjärilar. Inga underarter finns listade i Catalogue of Life.